# 常田俊綱
常田 俊綱 / 道堯（ときだ としつな / どうきょう、生没年不詳 ）は、戦国時代の武将で、武田家部将・真田弾正忠幸隆の弟である常田隆永の息子。

## 血縁関係
俊綱は、前述のように真田幸隆（幸綱）の弟・常田隆永（隆家）の息子である為、幸隆の子・真田信綱や真田昌幸ら兄弟とは従兄弟にあたる。また、昌幸の子である真田信之（信幸）や真田信繁（幸村）ら兄弟から見たら俊綱は叔父になる。

## 生涯
永禄5年（1562年）、上杉家部将・斎藤憲広が統治する上野国、長野原城が武田勢に攻められ落城し、父の隆永は主・武田信玄の命令によりその城代となった。この時、俊綱も父と共に長野原城に在城する。しかし、翌年に長野原城は憲広ら上杉軍の逆襲にあい落城してしまう。その際に俊綱は上杉軍と戦い討死したというが、討ち死にしたのは父・隆永の方であるとも伝わる。
子息がいなかったため、河原隆正の三男・永則を養子に迎えたが、天正3年（1575年）の長篠の戦いで永則が討ち死にしてしまった。